# Serruria collina
Serruria collina är en tvåhjärtbladig växtart som beskrevs av Richard Anthony Salisbury och Joseph Knight. Serruria collina ingår i släktet Serruria och familjen Proteaceae. Inga underarter finns listade i Catalogue of Life.